# Bugged by a Bee
Bugged by a Bee est un dessin animé de la série Looney Tunes réalisé par Robert McKimson et sorti en 1969. il met en scène Cool Cat.